# アトランティス 帝国最後の謎
『アトランティス 帝国最後の謎』（アトランティス ていこくさいごのなぞ、原題：Atlantis: Milo's Return）は、2003年5月20日に発売されたアメリカ合衆国のホームビデオ。2001年に公開されたアニメーション映画『アトランティス 失われた帝国』の続編である。
日本では劇場未公開。2003年7月18日にブエナ・ビスタ・ホーム・エンターテイメントから日本語吹き替え版のVHSとDVD（VWDS-4656/レンタル:VWDG-4656）が発売された。

## あらすじ
ロークとの壮絶な戦いから1年後。クリスタルを取り戻したことにより、マイロとキーダはその力を使ってアトランティスの都や文明を復興させ、本来の姿を取り戻しつつあった。しかしその頃、北大西洋では貨物船が未知の怪物に次々と襲われ、沈没する怪事件が発生していた。この危機をマイロに伝えるべく、かつて共にアトランティスを救った仲間達が再び都を訪れた。

## キャスト
カッコ内は日本語吹き替え。
- マイロ - ジェームズ・テイラー（竹若拓磨）
- キーダ - クリー・サマー（朴璐美）
- ウィットモア - ジョン・マホーニー（阪脩）
- オードリー - ジャクリーン・オブラドーズ（宮島依里）
- ヴィニー - ドン・ノベーロ（小山力也）
- モール - コーリー・バートン（家中宏）
- スウィート - フィル・モリス（銀河万丈）
- パッカード - フローレンス・スタンリー（青木和代）
- クッキー - スティーヴン・バー（富田耕生）
- 看護婦 - ジャクリーン・オブラドーズ（深水由美）
- マンテル - フランク・ウェルカー（伊藤栄次）
- ヴォルグード - クランシー・ブラウン（佐々木敏）
- インガー - ジーン・ギルピン（宮寺智子）
- カーナビー - トム・ウィルソン（稲葉実）
- チャカシ - フロイド・ウェスターマン（清川元夢）
- サム - ジェフ・ベネット（田村勝彦）
- ヘルムシュトロム - ウィリアム・モーガン・シェパード（家弓家正）
- その他の日本語吹き替え：加藤木賢志、相田さやか

## スタッフ
- 監督：ヴィクター・A・クック、トビー・シェルトン、タッド・ストーンズ
- 脚本：トーマス・ハート、タッド・ストーンズ、ヘンリー・ギルロイ、ステファン・イングルハート、ケヴィン・ホップス、マーティ・アイゼンバーグ
- 製作：タッド・ストーンズ
- 音楽：ドン・ハーパー
- 編集：ジョン・ロイヤー

## 日本語版制作スタッフ
- 演出：松岡裕紀
- 翻訳：佐藤恵子
- 録音・調整：吉田佳代子（オムニバス・ジャパン）
- 録音制作：東北新社
- 制作監修：山本千絵子
- 日本語版制作：DISNEY CHARACTER VOICES INTERNATIONAL, INC.